# Годфри Нелър
Сър Годфри Нелър (на английски Godfrey Kneller, с рождено име на немски Gottfried Kniller) (8 август 1646 – 19 октомври 1723) е известен английски портретист, смятан за придворен художник на кралете от Чарлз II до Джордж I.
Роден е в германския град Любек в семейство на художник. Учи изобразително изкуство в Лайден, Рим и Венеция, преподавал му е и Фердинанд Бол, ученик на известния Рембранд. През 1676 г. заедно с брат си се озовава в Англия, където веднага е забелязан от херцога на Монмът, незаконен син на Чарлз II. След като рисува портрет на краля, решава да се отдаде главно на портретите. Бързо става любимец на аристокрацията и оставя множество творби, с които диктува модата за следващия половин век. През 1691 г. получава рицарско звание, а през 1715 г. е награден и с аристократичната титла баронет (тъй като умира без деца, титлата е премахната със смъртта му).
Съвременните критици смятат, че стилът на Нелър не е достатъчно индивидуален и не отразява тенденциите на епохата. Художникът обаче притежава едно качество, което му осигурява безсмъртна слава - отлично открива чертите на характерите на великите личности и ги пресъздава върху платното. Така той успява да създаде незабравими портрети на Уилям III, Джеймс II, кралица Ан Стюарт, Исак Нютон, Джон Лок, херцог Марлборо, съпругата му Сара Дженингс, Евгений Савойски, Петър I, херцога на Бъруик и на Джордж I. В повечето случаи те са с размери 71 х 91 см, фигурите са леко обърнати (нито в профил, нито в анфас). Като композиция силно си приличат и все пак и днес може да се разбере какви са по характер действителните личности.
Смята се, че Нелър е последният чужденец, който доминира изобразителното изкуство в Англия. Той е единственият представител на професията, погребан в Уестминстърското абатство.

## Галерия
- Исак Нютон
- Джеймз ІІ
- Джон Чърчил Марлборо
- Уилям ІІІ
- Сара Дженингс, херцогиня Марлборо
- Адмирал Джордж Рук
- Евгений Савойски
- Джеймз, херцог дьо Бервик
- Джордж І